# 420.
420. je tretje desetletje v 5. stoletju med letoma 420 in 429. 